# Őrdarma
Őrdarma (ukránul: Сторожниця [Sztorozsnicja], szlovákul: Storožnica) falu Ukrajnában, Kárpátalján, az Ungvári járásban. Őr és Darma egyesítésével jött létre.

## Fekvése
Ungvártól 5 km-re az Ung bal partján fekszik.

## Története
Őrt 1288-ban „Ewr”, Darmát 1415-ben „Darma” alakban említik.
A középkorban mindkét falunak volt temploma, ezeknek azonban nyoma sem maradt. A középkortól a helységek birtokosai a Drágfi és Eörsi családok, majd a 16. században a Somogyi, Ilosvay, Pozsgay és Palágyi családok voltak. 1678 előtt épült az erre található Dobai udvarház.
A 18. század végén Vályi András így ír róluk: „ŐR. Ungvár Várm. földes Urai több Uraságok, lakosai külömbfélék, határja jó vagyonnyai jelesek.
DARMA. hajdan Durma. Magyar falu Ungvár Vármegyében, birtokosai külömbféle Urak, lakosai katolikusok, és reformátusok, fekszik Őr Horvátnak szomszédságában, mellynek filiája, Kapostol mintegy más fél mértföldnyire, Ungvártól pedig egyre, az Ország úttyában kies helyen, határja jó termékenységű, fája elég, réttye, ’s legelője gazdag, első Osztálybéli.”
1802-ig a két falu lakossága magyar volt, ekkor szlovákokat kezdtek betelepíteni.
Fényes Elek 1851-ben kiadott geográfiai szótárában így ír a falukról: „Őr, magyar-orosz falu, Ungh vmegyében, Ungvárhoz nyugotra 3/4 órányira: 220 romai, 300 g. kath., 58 ref., 129 zsidó lak. Romai – és g. kath. anyatemplom. Ref. anya sz. egyház. Sinagoga. Határát az Ungh vize néha kárositja. F. u. többen.
Darma, Ungh v. magyar falu, Eőr mellett: 128 róm., 56 gör. kath., 48 ref., 52 zsidó lak. F. u. Orosz, Csató s m. Ut. p. Ungvár.”
Őrt és Darmát 1894-ben egyesítették. A trianoni békéig Ung vármegye Ungvári járásához tartozott. Ekkor Csehszlovákiához csatolták. 1938–44 között visszakerült Magyarországhoz.
1945-ben Szovjetunióhoz csatolták a települést. 1991 óta Ukrajna része. 2020-ig Ungtarnóchoz tartozott.

## Népesség
1910-ben 1282, többségben magyar lakosa volt, jelentős szlovák kisebbséggel. 
| 2001 | 2 618 |

A népesség anyanyelv szerinti megoszlása a teljes népesség %-ában (2001)

## Nevezetességek
- Római katolikus temploma Őr falu középkori templomának helyén, a 18. században épült barokk stílusban. 1989-ben Paskai László bíboros itteni látogatásakor adták vissza a híveknek.

## Híres emberek
Darmán született:
- 1779-ben Gyöngyösy József Pál csornai premontrei apát
- 1850-ben Darmay Viktor költő